# 6755 Солов'яненко
6755 Солов'я́ненко (6755 Solovʹyanenko) — астероїд головного поясу, відкритий 16 грудня 1976 року.
Тіссеранів параметр щодо Юпітера — 3,495.